# 司馬羲
司马羲（？—389年），东晋宗室，汝南文成王司马亮玄孙，汝南怀王司马矩曾孙，汝南威王司马祐之孙，汝南恭王司马统之子。
司马统以南顿王司马宗谋反，被废。晋成帝以司马亮一门灭绝，命令司马统复封，官至秘书监、侍中。死后追赠光祿勳。司马羲袭爵汝南王（治所在今河南省息县），官至散骑常侍。太元十四年（389年）八月丁亥，汝南王司马羲去世，子司马遵之嗣位。

## 子
- 司马遵之，袭爵
- 司马楷之，其子司馬蓮扶为末代汝南王